# Bruderhaus (Stetten im Remstal)
Das Bruderhaus war eine Einsiedelei der Wiedertäufer in Stetten im Remstal.
Heute bilden die Mauerreste ein Naturdenkmal.

## Lage
Die Ruinen befinden sich direkt an der Quelle des Mönchswiesenbach, einem Zufluss des Haldenbachs. Auch die umliegenden Flurnamen geben Hinweis auf das Bruderhaus: Bruderhauswald, Mönchberge und Wiedertäuferklinge.

## Geschichte
An den Ruinen befindet sich eine Inschrift auf einem Gedenkstein:
Einsiedelei
der Mönche
5.7.1562
Bruderhaus
der Wiedertäufer
e.st.a. 135–20811144
1980 W.Bäder
Die Wiedertäufer hielten nichts von einer Taufe im Kindesalter. Die Haltung widerstrebte sowohl der protestantischen, als auch römisch-katholischen Kirche, weshalb die Täufer verfolgt wurden. Eine der ersten Täufergemeinden in Esslingen bildete sich in der freien Reichsstadt Esslingen um 1528. Vermutlich wurde das Bruderhaus von diesen erbaut.
Aufgrund der Erwachsenentaufe war die Lage an der Quelle wichtig. Auch die Lage an der Grenze zwischen der freien Reichsstadt Esslingen und dem Königreich Württemberg war wichtig, um im Notfall über die Landesgrenze fliehen zu können.
Eine Sage berichtet sogar von einem Tunnel vom Bruderhaus nach Esslingen. Den gab es mit Sicherheit nicht, aber sie macht bewusst, dass den Wiedertäufern Fluchtmöglichkeiten wichtig waren.
Die Ansiedelung Waldbruderhaus ist eine der abgegangenen Ortschaften, die Stetten verloren hat. Die Siedlung wurde bis in die Mitte des 16. Jahrhunderts bewohnt.

Bilder
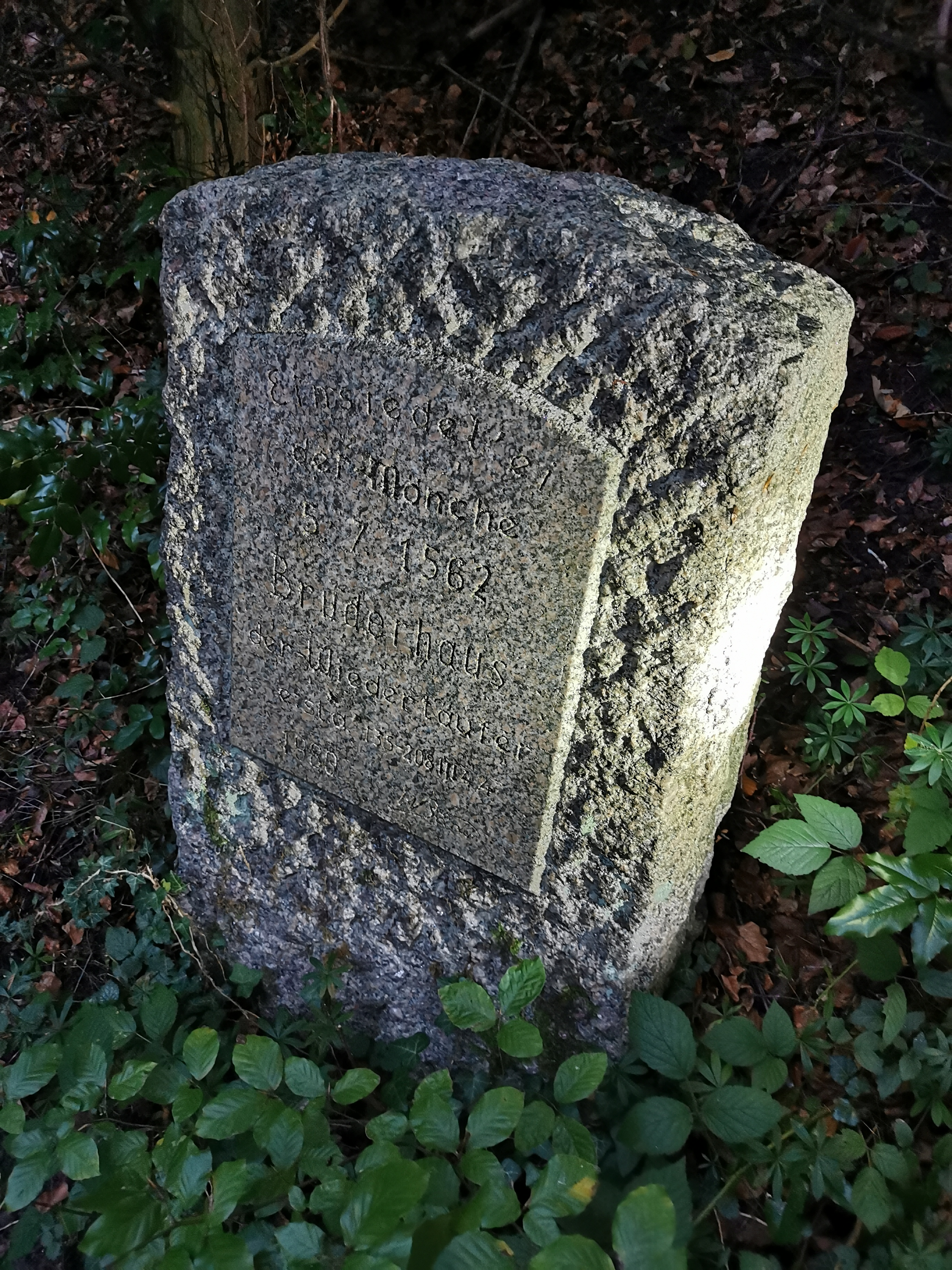
Gedenkstein
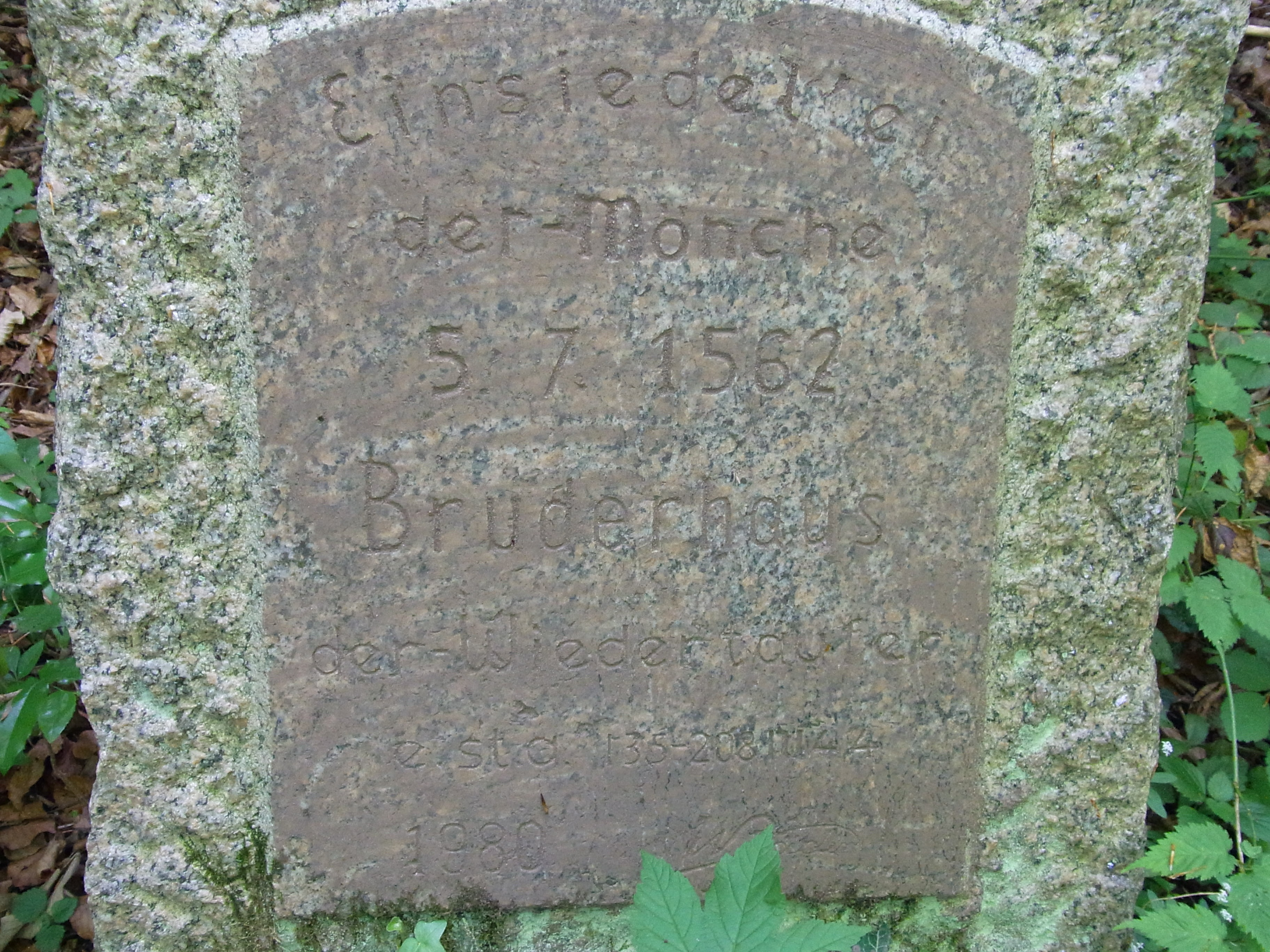
Inschrift
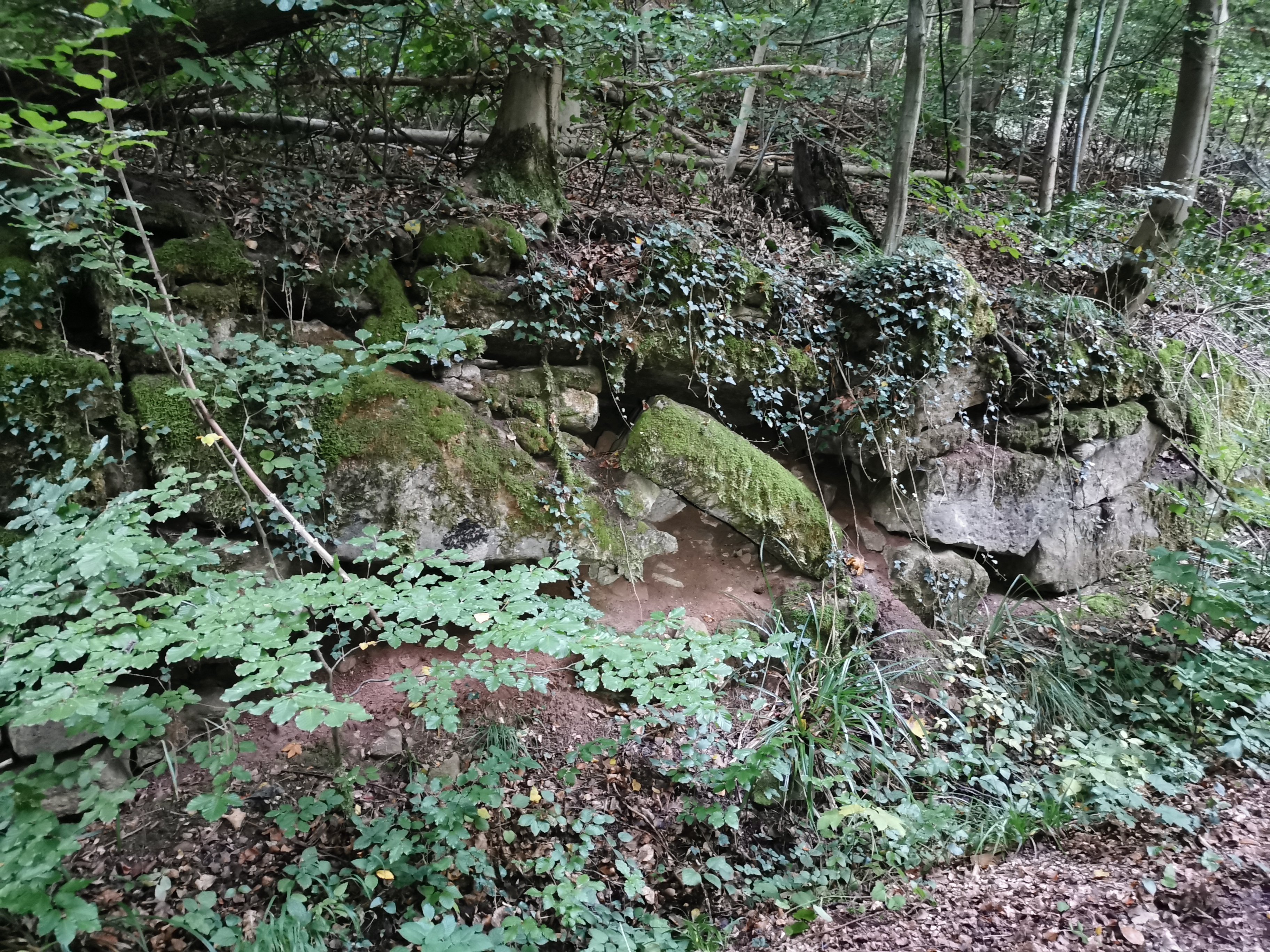
Mauerreste
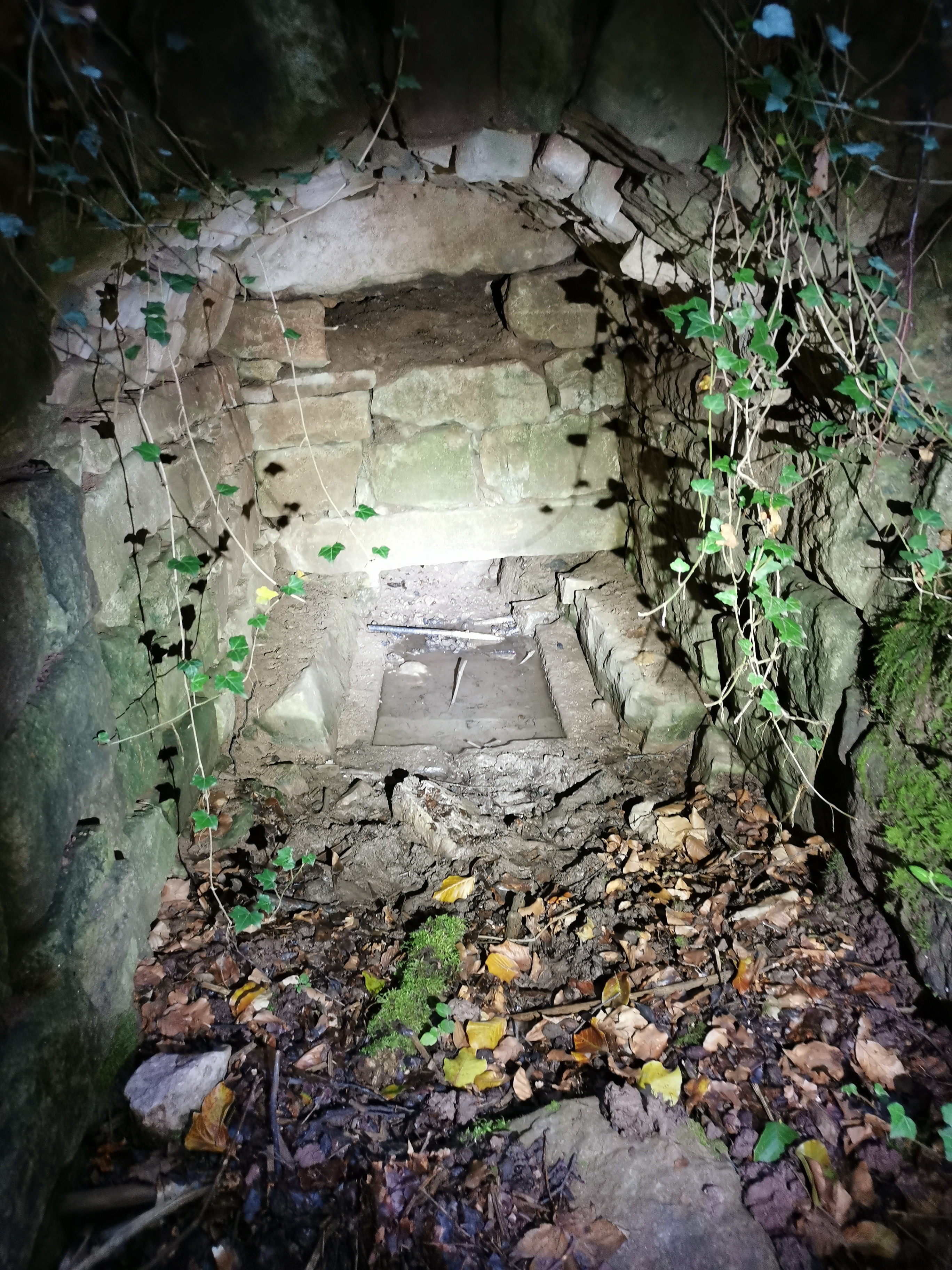
Mauerreste mit Wasserstelle